# 戈爾孔達 (內華達州)
戈爾孔達（英語：Golconda）是位於美國內華達州洪堡縣的普查規定居民點。

## 人口
根據2020年美國人口普查的數據，戈爾孔達的面積為4.39平方千米，皆為陸地。當地共有人口182人，而人口密度為每平方千米41.46人。